# Pleurotus euosmus
Pleurotus euosmus är en svampart som först beskrevs av Miles Joseph Berkeley, och fick sitt nu gällande namn av Pier Andrea Saccardo 1887. Pleurotus euosmus ingår i släktet Pleurotus och familjen musslingar.   Inga underarter finns listade i Catalogue of Life.